# Oderhaf
Het Oderhaf (Duits: Stettiner Haff, Pools: Zalew Szczeciński) is het westelijkste van de drie grote haffen van de Oostzee. Het haf ligt ten noorden van de havensteden Police en Szczecin en het wordt van de Oostzee gescheiden door de eilanden Usedom en Wolin. Het Oderhaf meet 687 km², waarvan het grootste deel op Pools grondgebied ligt. De rest is Duits. In het Oderhaf doet Rewilding Europe natuurherstelprojecten.

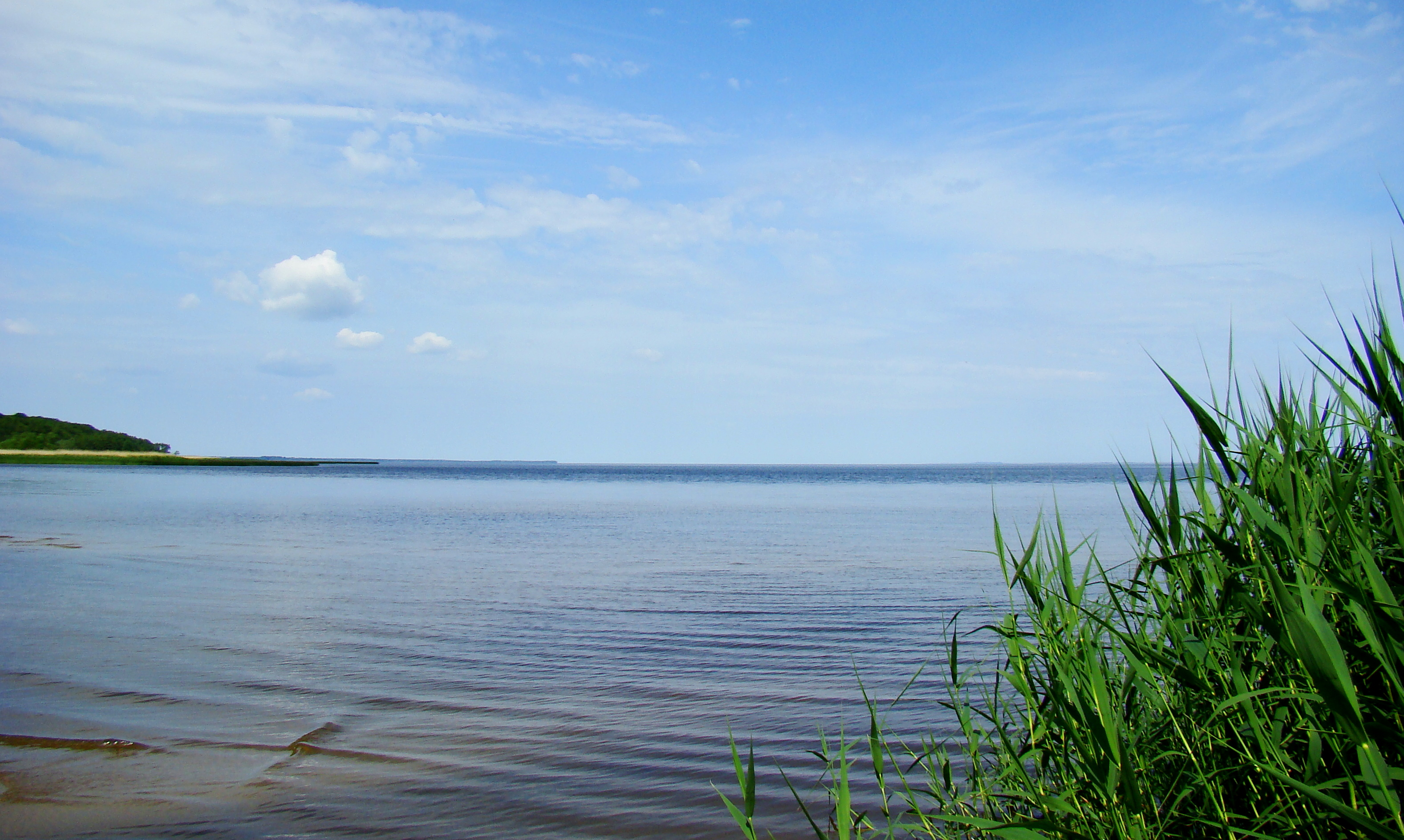
Oderhaf (Zalew Szczeciński)

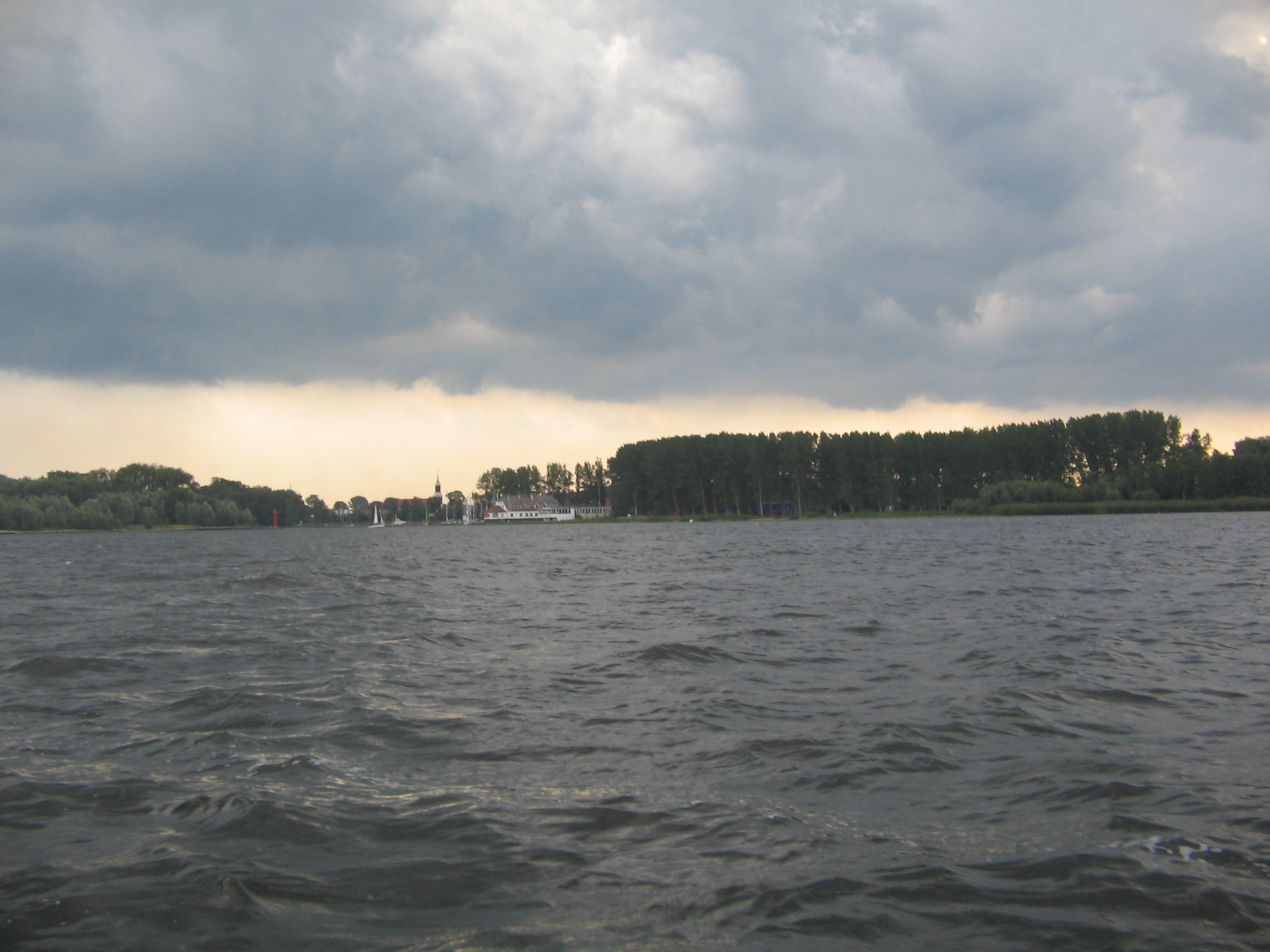
Oderhaf in Trzebież, Polen

In het Oderhaf mondt niet alleen de Oder, maar ook de Peene uit. De zeearmen Peenestrom (westelijk van Usedom), Świna (tussen Usedom en Wolin) en Dziwna (oostelijk van Wolin) vormen de verbinding met de Oostzee. De Świna is van deze drie de belangrijkste scheepvaartroute.

## Steden
- Świnoujście (Polen)
- Ueckermünde (Duitsland)
- Wolin (stad) (Polen)
- Usedom (stad) (Duitsland)
- Nowe Warpno (Polen)

## Dorpen
- Trzebież (Polen)
- Brzózki (Polen)
- Kopice (Polen)
- Czarnocin (Polen)
- Skoszewo (Polen)
- Płocin (Polen)
- Sułomino (Polen)
- Altwarp (Duitsland)
- Vogelsang-Warsin (Duitsland)
- Garz (Usedom) (Duitsland)
- Kamminke (Duitsland)

## Natuur
In het gebied loopt ook een project voor natuurherstel van Rewilding Europe.